# 801 Helwerthia
801 Helwerthia este un asteroid din centura principală, descoperit pe 20 martie 1915, de Max Wolf.